# 市川大貴
市川 大貴（いちかわ だいき、1989年1月13日 - ）は、日本の俳優、劇作家、演出家。東京都出身。MILLENNIUM PRO所属。所属劇団はシタチノ。身長178センチメートル。東京都立国際高等学校卒業。

## 来歴・人物
- 俳優になる前は、パティシエを目指して[2]菓子の専門学校へ進み、大手飲食店でパティシエを務めていた[3]。製菓衛生師の資格を所持している[1]。
- 2011年に初舞台を踏んで[4]以降フリーランスで活動をしていたが、2013年にMILLENNIUM PROに所属。
- 2013年9月18日[5]に事務所に所属しつつ、AGN@Enthenaのメンバーとなる[6]。そして、鷹松宏一、上原拓馬、小俣一生と歌手としての活動も開始[6]。2016年にAGN@Enthenaを卒業。卒業後もAGN@Enthenaと活動は共にしている。
- 2015年から脚本と演出も手掛ける[7]。
- 2018年6月、劇団・シタチノを立ち上げる。当時の結成メンバーは市川、若松春奈、松浦康太、小西遼の4名。
- 高校の同級生にホラン千秋がいる。高校生当時、ホランに恋心を抱いて2度告白したが、あっさり笑顔でふられたという[3]。

## 主な出演

### テレビドラマ
- 森村誠一サスペンス 刑事の証明（2012年、テレビ東京系）
- 名もなき毒 第6話（2013年、TBS系）
- 刑事のまなざし 第6話（2013年、TBS系）
- 夜のせんせい 第1話（2014年、TBS系）
- 1914 幻の東京〜よみがえるモダン都市〜（2014年、NHK総合）
- オトナグリム ホワイト企業〜管理についての一篇〜（2014年、フジテレビ系）
- 平成舞祭組男（2014年、日本テレビ系）
- アルジャーノンに花束を（2015年、TBS系） - 脳生理科学研究センター研究員 柳瀬賢一 役
- 三匹のおっさん2〜正義の味方、ふたたび!!〜 第4話（2015年、テレビ東京系）
- わたしを離さないで 第4話 - 第6話（2016年、TBS系） - コテージの先輩 カズキ 役
- お迎えデス。 第1話（2016年、日本テレビ系）
- せいせいするほど、愛してる 第7話（2016年、TBS系）
- 逃げるは恥だが役に立つ（2016年、TBS系） - スリーアイ社員 神保弘樹 役
- きみはペット 第1話（2017年、フジテレビ系）
- 小さな巨人 第1話（2017年、TBS系） - 捜査員 役
- あなたのことはそれほど 第9話（2017年、TBS系） - 社員 役
- コード・ブルー -ドクターヘリ緊急救命- 3rd season（2017年、フジテレビ系） - 看護師 役
- コウノドリ 第6話（2017年、TBS系） - 夫 役
- グッド・ドクター 第1話（2018年、フジテレビ系） - カフェ店員 役
- 義母と娘のブルース 第6話（2018年、TBS系） - 中間 役
- ドロ刑 -警視庁捜査三課- 第7話（2018年、日本テレビ系） - 救急隊員 役
- イチケイのカラス 第2話（2021年、フジテレビ系）
- VIVANT 第1話・第3話（2023年、TBS系） - 河合の部下 役
- 彼女たちの犯罪 第1話 - 第5話（2023年、日本テレビ系） - 村上陸 役
- アンチヒーロー 第3話（2024年、TBS系） - A / 山野辺宏 役[8]
- クジャクのダンス、誰が見た？ 第7話・第9話・最終話（2025年、TBS系） - 刑事 役[9]

### 配信ドラマ
- ホットママ 第12話（2021年、Amazon Prime Video）

### 映画
- ガチバン NEW GENERATION1（2015年1月31日）
- だCOLOR?〜THE脱獄サバイバル（2016年7月9日）
- 恋は雨上がりのように（2018年5月25日）
- ラーゲリより愛を込めて（2022年12月9日） - 抑留者 役[10]
- おまえの罪を自白しろ（2023年10月20日） - 捜査員 役
- ゴジラ-1.0（2023年11月3日） - 高雄乗組員 役[11]

### CM
- オークラフロンティアホテル「ゼクシィ」
- ヘンケルジャパン「シュワルツコフ プロフェッショナル」
- 日清食品 「日清焼そばU.F.O.」
- ベルコ「彼氏編」
- ACジャパン 2012年度全国キャンペーン「おもいやり算」

### 舞台
- 劇団EASTONES 第四弾『次郎長サンダーロード』（2011年、ポケットスクエア ザ・ポケット） - 聞き耳の仙吉 役[4]
- 劇団空感エンジン『オサエロ』（2011年、AQUA studio） - 岡本昭二 役
- 劇団空感エンジン『PRIDE』（2011年、AQUA studio） - 中島明 役
- 劇団空感エンジン『SAKURA』（2012年、Air studio） - 原田左之助 役
- 『みのり』（2012年、シアターグリーン BIG TREE THEATER） - 東堂和人 役
- 劇団ゲキハロ 第12回公演『キャッツ♥アイ』Aパターン「盗む側にドラマがある。」・Bパターン「盗まれる側にもドラマがある。」（2012年、東京：サンシャイン劇場 / 大阪：イオン化粧品シアターBRAVA!） - 鹿島巡査 役
- 投稿演劇「根本宗子」『山本由香里の悲劇』（2013年、バー夢） - 前川 役
- ミュージカル『熱帯男子』（2013年、全労済ホール／スペースゼロ） - 福介 役
- 『もしも国民が首相を選んだら』（2013年、全労済ホール／スペースゼロ）
- BS-TBSサマーパーティー『熱帯男子フェス!!』（2013年、赤坂BLITZ） - 福介 役
- 劇団空感エンジン『KEIKI〜夏目漱石推理帳』（2013年、Air studio） - 秋山真之 役
- 月刊「根本宗子」 第8号『中野の処女がイクッ』（2013年、新宿ゴールデン街劇場）
- 『舞台 華アワセ 〜based on 「華アワセ 蛟編」〜』（2014年、天王洲 銀河劇場） - 鈴虫 役
- 月刊「根本宗子」 再び第8号『スズナリで、中野の処女がイクッ』（2014年、ザ・スズナリ）
- 『恋する、プライオリティシート〜足の不自由な美女と、一途なバーテンダーの恋物語〜』（2014年、吉祥寺シアター）
- 劇団たいしゅう小説家PRESENT`S『本能のイノベーション』（2014年、萬劇場）
- 劇団競泳水着十周年記念企画(3)企画公演『弄ばれて』（2014年、スタジオ空洞）
- 野生児童 旗揚げ公演『1980'』（2015年、王子小劇場）
- 上野くん、電話です『もっとも迷惑な客死』（2015年、スタジオ空洞）
- 劇団競泳水着『全 員 彼 氏』（2016年、小劇場 B1）
- 東京マハロ 第18回公演『紅をさす』（2016年、東京芸術劇場 シアターウエスト）
- 20歳の国 花園プロジェクト2017『花園RED / 花園BLUE』「花園RED」（2017年、すみだパークスタジオ倉）
- 野生児童 第四弾『純惑ノ詩』（2017年、小劇場 B1）
- 野生児童 第五弾『春暁』（2018年、「劇」小劇場）
- 日本橋三越本店ウインドー劇場『ショーウインドーに生きる猫』（2018年、日本橋三越本店 本館1階ショーウインドー）
- 萬腹企画 5杯目『マギアギア』（2018年、新宿シアターモリエール）[12]
- HitoYasuMi vol.9『恋も知らないで』（2018年、シアター711） - 主演：アキオ 役[13]
- キ上の空論 #9『みどり色の水泡にキス』（2018年、あうるすぽっと）
- シタチノ 旗揚げ公演『あの頃私は、スマートだった。』（2019年、アトリエヘリコプター）[14]
- シタチノ 番外公演 Vol.1『シタチノカイギ!!』（2019年、イズモギャラリー）[15]
- JUNON SUPERBOY ARTISTS劇団『主観的凡人の望み』（2019年、ひつじ座）[16]
- シタチノ 第2回公演『BEYOND THE CHAIN 〜心のままに…〜』（2019年、Geki地下Liberty）[17]
- シタチノ 第4回公演『カツロ』（2021年、ウエストエンドスタジオ）[18]
- 萬腹企画 12杯目『みく×ぶれ 〜Mixed×Blessing〜』（2021年、d-倉庫） - 主演：曽根泰介 役[注釈 1][19]
- シタチノ 第3回公演『いえないアメイジングファミリー』（2020年[注釈 2] 2021年、ポケットスクエア 劇場MOMO） - 主演：空野晴海 役[注釈 3][20][21]
- シタチノ 番外公演 Vol.2『シタチノ味紀行』「凪の色」「森の神」「ミラー遊戯」（2022年、イズモギャラリー）[22]
- シタチノ 第6回公演『河川敷アウトサイダー』（2022年、スタジオ空洞）[23]
- シタチノ 番外公演 Vol.3『「お松のターン！」〜松浦康太 短編集〜』「僕はまだ人生を謳歌していないのかもしれない」「モチベーション・プロジェクト」「VSコメンタリー」「柳瀬川春千代、薄紅色の春模様」（2023年、スターダスト[注釈 2]）[24]
- シタチノ 第8回公演『輝々』（2024年、シアター1010 稽古場1）[25]
- シタチノ 番外公演 Vol.4『夏DANE』「久しぶりに会った青木純平は、明らかにかぶれていた」「フレンドライクウィン」「蝉の声」（2024年、イズモギャラリー）[26]
- シタチノ 番外公演 vol.5『部屋』（2025年、イズモギャラリー[注釈 4]）
- シタチノ〜松浦康太企画公演〜『ラナップ-Trac1-』「ひとかけら」「市場調査」（2025年〈予定〉、スタジオ空洞）[27]

### 映像作品
- シタチノ Movie Lab. Vol.1『点』・Vol.2『面』（2020年）
- ごっこ倶楽部『アンガージュマン』（2022年）[注釈 5]
- シタチノ Movie Lab. Vol.3『潤いたくて』（2023年）

### オーディオドラマ
- ミミニツイテハナレナイ『夜になると、きみは』（2022年、YouTube） - 主演：茂木拓也 役[28]

### その他
- AGN@Enthena プロデュース総合エンターテインメントイベント「Enthena EVENT」1st - 9th（2013年11月 - 2014年9月、原宿 Astro HALL）
- 劇ラヂ！ライブ2014『ビストロノザキ』（2014年11月2日、NHKラジオ第1放送/NHKワールド・ラジオ日本） - 酒井 役
- 「Boys INSPIRE 新年イケメンSpecial Club INSPIRE Presents Event」（2015年1月28日、六本木 morph-tokyo）

## 主な脚本・演出

### 舞台
- エンテナ PLAY UNION[7]
  - 第一回公演『好きな事を自由にやる人々』「オカルト研究#8 『憑依』」（2015年、あさくさ劇亭）など
- 日本橋三越本店ウインドー劇場『ショーウインドーに生きる猫』（2018年、日本橋三越本店 本館1階ショーウインドー）[29]
- シタチノ 旗揚げ公演『あの頃私は、スマートだった。』（2019年、アトリエヘリコプター）[14]
- JUNON SUPERBOY ARTISTS劇団『主観的凡人の望み』（2019年、ひつじ座）[16] ※脚本は財前優一[注釈 6]との共同執筆。
- シタチノ 第4回公演『カツロ』（2021年、ウエストエンドスタジオ）[18]
- シタチノ 番外公演 Vol.2『シタチノ味紀行』「潤いたくて」（2022年、イズモギャラリー）[22]
- シタチノ 第5回公演『長い夢』（2022年、王子小劇場）[30]
- シタチノ 第7回公演『タンピングランマー』（2023年、シアター1010 稽古場1）[31]
- シタチノ 番外公演 Vol.4『夏DANE』「久しぶりに会った青木純平は、明らかにかぶれていた」（2024年、イズモギャラリー）[26]
- シタチノ 第9回公演『美しくみえる沼』（2025年、OFF・OFFシアター）[32]
- シタチノ 番外公演 vol.5『部屋』（2025年、イズモギャラリー[注釈 4]） ※同劇団の松浦康太・財前優一との共同リレー作品。

### 映像作品
- シタチノ Movie Lab. Vol.1『点』（2020年）
- シタチノ Movie Lab. Vol.3『潤いたくて』（2023年）

### オーディオドラマ
- ミミニツイテハナレナイ×シタチノ 360°サウンドドラマ『フルフラールの香り』（2022年）